# Aralidium pinnatifidum
Aralidium pinnatifidum là một loài thực vật có hoa trong họ Torricelliaceae. Loài này được (Jungh. & de Vriese) Miq. mô tả khoa học đầu tiên năm 1855.